# Fulvio Caccia

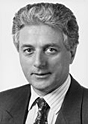
Fulvio Caccia

Fulvio Caccia (* 3. Januar 1942 in Cadenazzo, heimatberechtigt in Cadenazzo) ist ein Schweizer Politiker, Tessiner Staatsrat und Nationalrat der  Christlichdemokratischen Volkspartei (CVP).

## Leben
Caccia studierte an der ETH Zürich und wurde auch promovierte (Dipl. El. Ing. und Dr. sc. techn.). 1965 er unterrichtete Mathematik am kantonalen Lyzeum von Lugano dann 1976–1977 Rektor dieses Lyzeums. Von 1977 bis 1987 war er im Staatsrat des Kantons Tessin. Ungefähr zur gleichen Zeit (1979 bis 1988) war er Präsident der Eidgenössischen Energiekommission. Zum 30. November 1987 folgte die Wahl in den Nationalrat. Dort war er in der Transport- und Telekommunikationskommission, welche er auch präsidierte. Zum 28. November 1998 trat er aus der Grossen Kammer zurück. 
Nach seinem Rücktritt hatte er Einsitz in viele Institutionen und präsidierte die meisten sogar. Er war Mitglied der Parlamentarischen Versammlung des Europarates (1988 bis 1998), Mitglied des Leitungsausschusses Technology Assessment (TA Swiss, seit 1992; seit 1. Januar 2006 als Präsident), Präsident der Eidgenössische Kommunikationskommission (ComCom, 1997–2004), Vizepräsident der SATW (2001–2008), Vizepräsident von ICTswitzerland (2006–2008), Präsident der asut (Juni 2006-Mai 2012), Präsident von Caritas Schweiz (1997–2012) und ausländisches Mitglied der Finnish Academy of Technology.
Der Ingenieur ist verheiratet und hat drei Kinder. Er wohnt in Camorino.